# Anders Svensson
Anders Gunnar Svensson  (n. 17 iulie 1976, Göteborg) este un fost fotbalist suedez care juca pe postul de mijlocaș. S-a consacrat cu evoluția sa pentru echipa IF Elfsborg și echipa națională de fotbal a Suediei. El poate juca mijlocaș ofensiv sau mijlocaș stânga, fiind bine cunoscut pentru abilitățile lui de pe aceste poziții.

## Primii ani
Părinții lui Anders sunt Bertil Svensson și Gun Svensson. De asemenea el are trei frați, Thomas, Kristoffer și Marcus. Tatăl său, Bertil, a fost antrenorul său la Guldhedens IK când avea mai puțin de cinci ani.

## Cariera la echipele de club

### Hestrafors IF / IF Elfsborg
Svensson a început să joace fotbal la echipa Guldhedens IK după care a continuat la Hestrafors IF, unde a stat timp de zece ani, până când a fost transferat de IF Elfsborg.
Între 1990 și 1993 el a jucat pentru echipa de tineret a clubului, iar în 1993 a fost promovat la echipa mare.

### Southampton
Svensson a fost achiziționat de echipa engleză Southampton la 14 iunie 2001, pentru 750.000 de lire sterline. În Anglia, el a fost un jucător important pentru echipă o perioadă de timp. Totuși, spre finalul perioadei sale la acest club a prins foarte rar primul 11 al antrenorului de atunci, Gordon Strachan. El a jucat cu Southampton în 2003 Finala FA Cup împotriva lui Arsenal, pe care Southampton a pierdut-o cu 1-0. 
În timpul petrecut la formația engleză Svensson a adunat 127 de meciuri. În ciuda faptului că președintele Rupert Lowe i-a oferit un nou contract, Svensson a refuzat oferta pentru a reveni la fostul și actualul său club, IF Elfsborg.

### IF Elfsborg
El a revenit la Elfsborg în 2005, iar de atunci este căpitanul echipei.

## Echipa națională
În 1996, el a debutat în echipa Under 21 a Suediei. În 1998, el a jucat la campionatul european  U-21, împreună cu Jörgen Pettersson, Osmanovski Yksel, Andersson Daniel și Ljungberg Fredrik.
În 1999 a debutat la echipa mare, împotriva Africii de Sud.
El este un executant foarte bun al fazelor fixe. La Campionatul Mondial de Fotbal 2002, din Coreea de Sud si Japonia a marcat un gol fabulos din lovitură liberă împotriva Argentinei. De asemenea, în optimi, împotriva Senegalului, el a executat cornerul din care Henrik Larsson a deschis scorul. El de asemenea a marcat un gol în prelungirile meciului ce ar fi putut duce Suedia în sferturi, dar reușita sa a fost anulată de arbitrul meciului pe motiv de offside. El a jucat pentru Suedia la Euro 2004, precum și la Campionatul Mondial de Fotbal 2006.
In timpul preliminarilor Euro 2008 el a jucat 11 jocuri, a marcat 2 goluri și a reușit o pasă de gol. În această perioadă a arătat cea mai bună formă la echipa națională. Însă, în timpul Euro 2008, Svensson nu a mai dat același randament ca în preliminarii. După retragerea lui Henrik Larsson și Zlatan Ibrahimovic declarându-se nesigur despre viitorul său în echipa națională, Anders Svensson a fost căpitanul echipei în perioada 2009-2010. După ce Ibrahimovic a revenit la echipa națională, în vara anului 2010, Svensson a fost numit vice-căpitan.

### Goluri pentru națională
| #   | Data              | Locul                                   | Adversar          | Scor | Rezultat | Competiție                                               |
| --- | ----------------- | --------------------------------------- | ----------------- | ---- | -------- | -------------------------------------------------------- |
| 1.  | 2 septembrie 2000 | Tofiq Bahramov Stadium, Baku            | Azerbaidjan       | 0–1  | 0–1      | Preliminariile Campionatului Mondial de fotbal din 2002  |
| 2.  | 10 februarie 2001 | Suphachalasai Stadium, Bangkok          | Thailanda         | 0–2  | 1–4      | King's Cup                                               |
| 3.  | 24 martie 2001    | Ullevi, Göteborg                        | Macedonia de Nord | 1–0  | 1–0      | Preliminariile Campionatului Mondial de fotbal din 2002  |
| 4.  | 25 aprilie 2001   | Charmilles Stadium, Geneva              | Elveția           | 0–1  | 0–2      | Amical                                                   |
| 5.  | 25 aprilie 2001   | Charmilles Stadium, Geneva              | Elveția           | 0–2  | 0–2      | Amical                                                   |
| 6.  | 7 octombrie 2001  | Stadionul Råsunda, Solna                | Azerbaidjan       | 1–0  | 3–0      | Preliminariile Campionatului Mondial de fotbal din 2002  |
| 7.  | 12 iunie 2002     | Miyagi Stadium, Rifu                    | Argentina         | 1–0  | 1–1      | Campionatul Mondial de fotbal din 2002                   |
| 8.  | 11 iunie 2003     | Stadionul Råsunda, Solna                | Polonia           | 1–0  | 3–0      | Preliminarile Campionatului European de fotbal din 2004  |
| 9.  | 11 iunie 2003     | Stadionul Råsunda, Solna                | Polonia           | 3–0  | 3–0      | Preliminariile Campionatului European de fotbal din 2004 |
| 10. | 20 august 2003    | Idrottsparken, Norrköping               | Grecia            | 1–0  | 1–2      | Amical                                                   |
| 11. | 9 octombrie 2004  | Stadionul Råsunda, Solna                | Ungaria           | 3–0  | 3–0      | Preliminariile Campionatului Mondial de fotbal din 2006  |
| 12. | 4 iunie 2005      | Ullevi, Göteborg                        | Malta             | 2–0  | 6–0      | Preliminarile Campionatului Mondial de fotbal din 2006   |
| 13. | 18 ianuarie 2006  | King Fahd International Stadium, Riyadh | Arabia Saudită    | 0–1  | 1–1      | Amical                                                   |
| 14. | 6 iunie 2007      | Stadionul Råsunda, Solna                | Islanda           | 2–0  | 5–0      | Preliminariile Campionatului European de fotbal din 2008 |
| 15. | 13 octombrie 2007 | Rheinpark Stadion, Vaduz                | Liechtenstein     | 0–3  | 0–3      | Preliminariile Campionatului European de fotbal din 2008 |
| 16. | 14 octombrie 2009 | Stadionul Råsunda, Solna                | Albania           | 4–1  | 4–1      | Preliminariile Campionatului Mondial de fotbal din 2010  |
| 17. | 20 ianuarie 2010  | Seeb Stadium, Muscat                    | Oman              | 0–1  | 0–1      | Amical                                                   |
| 18. | 19 ianuarie 2011  | Cape Town Stadium, Cape Town            | Botswana          | 1–2  | 1–2      | Amical                                                   |

## Palmares
IF Elfsborg
- Allsvenskan: 2006
- Svenska Cupen: 2001
- Svenska Supercupen: 2007
- Atlantic Cup: 2011

 Southampton
- FA Cup Finalist: 2003

 Echipa națională
- FIFA World Cup
  - Șaisprezecimi - 2002, 2006
- Campionatul european de fotbal
  - Optimi, 2004